# SM U–4 (Osztrák–Magyar Monarchia)
Az SM U-4 vagy U-IV a Császári és Királyi Haditengerészet Germania-típusú tengeralattjárója volt. A hajót az Osztrák–Magyar Monarchia megrendelésére kezdték el építeni 1907-ben a németországi Kiel városában, az ára akkori értéken 1 275 000 korona volt.
A tengeralattjárót 1908. november 20-án bocsátották vízre és 1909-től állt a flotta szolgálatában. Az első világháború kitörését követően testvérhajójával, az SM U–3-al az volt a feladata, hogy fenntartsa az ellenséges Montenegró előtt kialakított tengeri blokádot és ellenőrizze a parti vizeket. Az első komolyabb hadi sikerét a hajó 1915. június 4-én érte el, amikor komoly sérüléseket okozva megtorpedózta a brit HMS Dublin könnyűcirkálót. Július 18-án az SM U-4 észlelt egy a Monarchia partvidékét bombázó olasz hadihajó-köteléket, majd megközelítve őket két torpedót lőtt ki a zászlóshajóra, a Giuseppe Garibaldi páncélos cirkálóra, amely rövid időn belül elsüllyedt.
A tengeralattjáró a háború további szakaszában is több küldetést hajtott végre és számos hadi sikert ért el, két másik búvárnaszáddal együtt részt vett az 1917. május 15-én zajló harmadik otrantói csata hadműveleteiben. A háború végéig összesen tizenkettő hajót, körülbelül 18 000 tonnányi hajóteret küldött a tenger fenekére. A hadi események 1918-as befejeződését követően jóvátételként Franciaországnak ítélték, ahol 1920-ban szétbontották.

## Tervezése és építése
A német Germania-típus megvételére az Osztrák–Magyar Monarchia részéről az első kísérlet 1905-ben történt meg. Az ország küldöttsége a Balti-tenger mellett fekvő Kielbe utazott, azért, hogy a Germania Műveknél tanulmányozzák ezt a típust. Az üzlet azonban meghiúsult a németek elutasító magatartása miatt. Az első tengeralattjárókat ezért a tengerészet az amerikai Simon Lake-től rendelte meg, majd csak ezt követően került sor a Germania Művekkel való megegyezésre, amikor a német cég 1906 júniusában felkereste a Császári és Királyi Haditengerészet vezetését és ajánlatot tett nekik tengeralattjárók építésére. A tervet november 25-én mutatták be, mely a legújabb típust tartalmazta, és ez (az amerikaitól eltérően) az akkori korszerű igényeknek is megfelelt.
A hivatalos szerződést 1907. március 12-én kötötte meg a haditengerészet a Germania Művekkel két tengeralattjáró építéséről. A szerződést a monarchia közös hadügyminisztériuma március 28-án hagyta jóvá. Az első búvárnaszád, a jövendő SM U–3 ára 1 400 000 korona volt, míg a jövendő SM U-4 ára 1 275 000 korona körül mozgott. Mindkét hajó gerincfektetésére még márciusban sor került. AZ SM U-4 építését március 12-én kezdték meg, 1908. november 20-án bocsátották vízre. Az elkészült tengeralattjárót 1909. augusztus 29-én állították szolgálatba. A hajón a sorszám eredetileg római számokkal íródott (U-IV), az arab számokkal való felcserélés pontos időpontja tisztázatlan.
A vízrebocsátásukat követően és a próbajárataik során elért teljesítményeik alapján kijelenthető volt, hogy a Germania-típus felel meg a legjobban a flotta céljainak, ezért később, 1913-ban további öt tengeralattjárót rendelt meg a haditengerészet a Germania Művektől, ezeket a búvárnaszádokat azonban a világháború kitörését követően a Német Császári Haditengerészet állományába sorolták.

## Szolgálata

### A világháború előtt
Az SM U-IV első útja Polába vezetett, ahova a német Gladiator nyílttengeri vontatóhajó vontájában érkezett meg 1909. április 19-én. A következő hónapokban a hajó itt tartózkodott, több királyi herceg, köztük Ferenc Szalvátor főherceg és Ferenc Ferdinánd trónörökös is látogatást tett a tengeralattjárón. 1909. augusztus 29-én a tengeralattjáró hivatalosan is szolgálatba állt és gyakorlóutakra hajózott. 1910. január 11-17. között átépítésen esett át, és kísérletképpen megnövelték a hátsó mélységi kormányfelületét. Január 20-án kifutott Pólából és másnap megérkezett a Cattarói-öbölbe, ahonnan január 24-én Gravosába hajózott át.
Január 27-én áthajózott Sebenicóba. Másnap Lussinba ment, majd áthajózott Pólába. Augusztus 26-ától szeptember 2-áig Sebenicóban tartózkodott, majd ismét Pólában kötött ki. Október 10. és november 21. között megnövelt felületű hátsó mélységi kormánnyal szerelték fel. 1911. június 27-én egy gyakorlóútja során megsérült mindkét hajócsavarja, ezért az javításra szorult. Augusztus 15-20. között ismét Sebenicóban horgonyzott. 1912. december 27-én a hajó ismét megsérült, a baloldali hajócsavar meggörbülése miatt ismét javításokra szorult.

### 1914-15

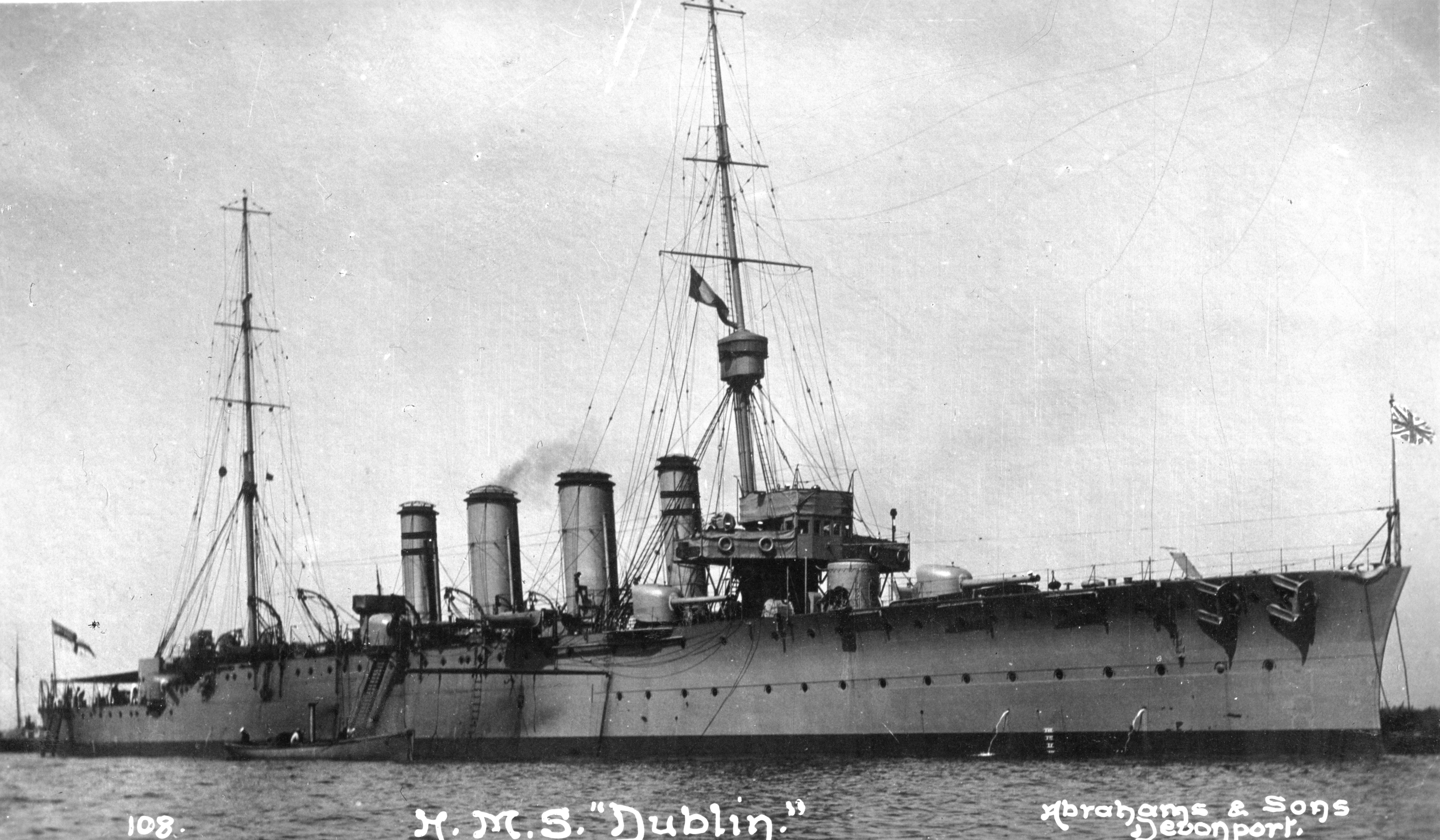
Az HMS Dublin könnyűcirkáló, melyet 1915. június 9-én rongált meg torpedójával az SM U-4

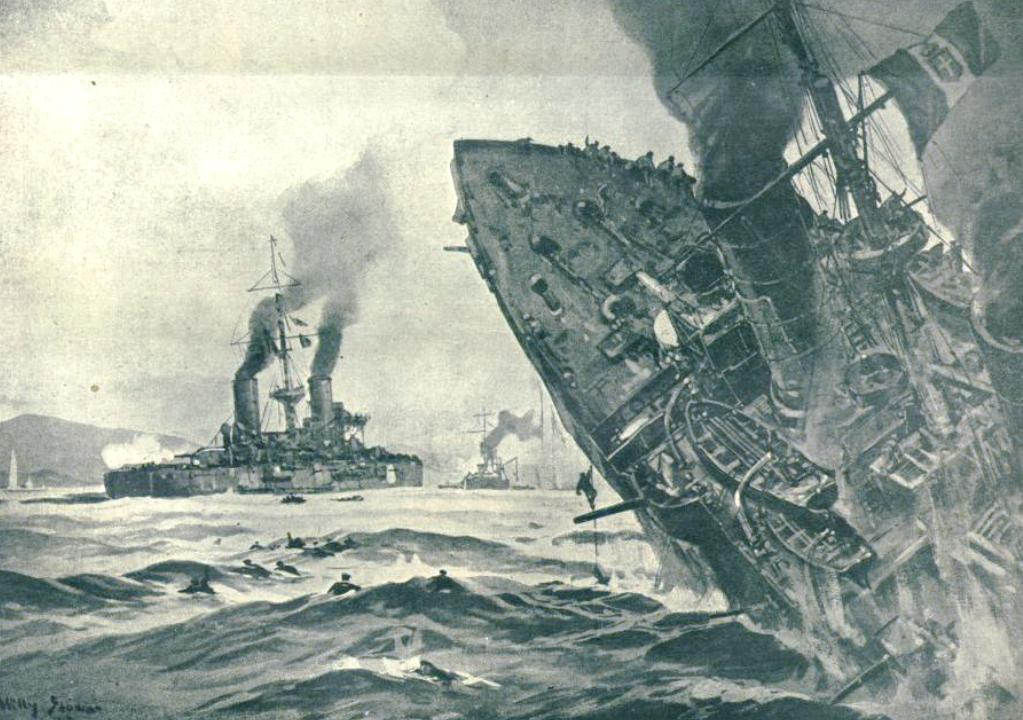
A Giuseppe Garibaldi pusztulása egy osztrák propaganda-képeslapon

1914 szeptemberében az U-4 a testvérhajójával együtt a brioni tengeralattjáró-bázison tartózkodott, majd átirányították őket a Cattarói-öbölbe. Az SMS Satellit vontájában szeptember 27-én érkezett meg az öbölbe. Itt feladataik közé tartozott Montenegró blokádjának fenntartása és a hazai partok védelme. 1914. november 28-án a tengeralattjáró elfogta a kockacukrot szállító Fiore Del Mare albán vitorlást és Cattaróba kísérte. 1915. január 15-én az Otrantói-szoroshoz indult, a Fanno-sziget mellett járőrözött, de ellenséges hajókat nem észlelt. 1915. március 23-án az SMS Uskoke rombolóval Makarskába hajózott, majd innen a Gigant vontájában egy kisebb átépítésre Pólába indult. Itt kapott a tengeralattjáró egy új, 3,7 cm-es gyorstüzelő löveget.
1915. április 9-étől a hajó parancsnoka Rudolf Singule sorhajóhadnagy lett. Május 5-6 között a hajó ismét a Gigant vontájában hajózott, ezúttal a Cattarói-öbölbe. Május 14-15-én több albán vitorlást és a görög Margherita gőzöst vizsgálta át gyanús szállítmányokat keresve, de végül a hajókat útjukra engedték. Május 22-én, az olasz hadüzenet előestéjén a Drin-öbölben várakozott. Május 24-én sikertelen torpedótámadást hajtott végre egy Regina Elena-osztályú olasz csatahajó ellen.
Május 28-án a tengeralattjáró megkísérelt elsüllyeszteni egy Regioni-osztályú olasz cirkálót, azonban mindhárom torpedót az olasz hadihajó sikeresen kikerülte. Az elkövetkező napokban az Adrián végzett járőrözést, majd június 9-én a hajó elérte első igazi sikerét. A francia-és olasz hajókat kísérő HMS Dublin könnyűcirkálóra az SM U-4 két torpedót lőtt ki, amelyből az egyik a cirkáló gépházába csapódott. A brit hadihajó túlélte a támadást, de súlyos károkat szenvedett és hónapokig nem tudott részt venni a tengeri hadműveletekben.
Június 27-én az U-4-et az eltűnt L 43 jelű osztrák-magyar csónakrepülő keresésére küldték, amit másnap sikeresen megtalált Monopoli közelében, a pilótákkal a fedélzetén tért vissza a bázisra. Július 11-én a tengeralattjáró legénységét az SMS Monarch csatahajó fedélzetén tüntették ki a Dublin cirkáló megtorpedózásáért.
Július 17-én egy nagyméretű olasz kötelék indult támadásra az osztrák-magyar partok felé. 18-án hajnalban a kötelék Raguza Vecchia elé érkezett és ágyútűzzel lőtték a vasútvonalat, a mólót és az őrházat. A támadást viszonylag rövid időt követően a hadihajók abbahagyták és déli irányba fordulva Cattaró felé indultak tovább. A Lagosta felé járőröző U-4 hajnali három óra húszkor, még a támadás megkezdése előtt észlelte a köteléket és teljes sebességgel az ellenséges hajók felé indult. Nemsokára az egyik nagyméretű olasz hadihajó kivált a kötelékből és a nyílt tenger felé fordult. Amikor a tengeralattjáró és az olasz hadihajó közötti távolság alig nyolcszáz méterre csökkent hirtelen megszólaltak a hadihajó gyorstüzelő ágyúi. Singule kapitány parancsára a tengeralattjáró jobb-, majd bal vetőcsőréből torpedókat indítottak az ellenséges cirkáló felé, majd a tengeralattjáró húsz méteres mélységbe merült. Alig félperccel később az első torpedó sikeresen eltalálta a Giuseppe Garibaldi páncélos cirkálót, majd két másodperccel később a második is sikeresen becsapódott. A cirkáló alig három perc alatt elsüllyedt, 578 fős legénységéből a helyszínre siető rombolóknak köszönhetően 525 főt sikeresen kimentettek. A Garibaldi elsüllyedését követően olasz hadihajók a háború végéig nem hajtottak végre támadó hadműveleteket az osztrák-magyar partvidék ellen.
Parancsnokunk már kedvező távolságra és helyzetbe jutott el. Gyorsan torpedót lőtt a vezérhajóra és azután teljesen a víz alá merült.
Néhány pillanatig izgalmas várakozás. Ekkor hevesen megremegnek a naszád falai. Nyomban utána még egy tompán hangzó lökés. Az öröm kiáltása tör ki minden torokból. A Garibaldin minden valószínűség szerint egy muníciós kamara levegőbe repült, ez sietteti a megsemmisítés művét. A három másik ellenséges cirkáló maximális erőkifejtéssel menekül, hogy kikerülje a vezérhajója sorsát. A Garibaldi süllyedőben van.
A sikeres akciót követően a tengeralattjáró június 19-én befutott a Cattarói-öbölbe, majd az elkövetkező hetekben az olasz-és az albán partok előtt folytatott járőrözést. Augusztus 20-án Pólába érkezett, ahol nagyjavításnak vetették alá, pörgettyűs tájolót és új periszkópot kapott. A javítást követően az U-4 Brioniba hajózott, ahonnan október 31-én Comisa, majd Gravosa felé hajózott. November 5-én ismét a Cattarói-öbölben horgonyzott és innen futott ki az olasz partok felé. 1915. november 8-án észlelt egy brit cirkálót Brindisitől keletre és két torpedót lőtt ki rá, de eredménytelenül. A sikertelen akciót követően visszatért Cattaróba.
December 2-án albán ügynököket tett partra a Mati folyó torkolatánál, majd másnap Albánia felé indult bevetésre. December 4-én sikertelenül lőtt ki két torpedót egy ellenséges cirkálóra. Az egyik kísérő romboló két vízibombát dobott a tengeralattjáróra, de az sérülésmentesen tért vissza a bázisra. December 8-án indult a hajó újabb bevetésre az adriai vizekre, ahol másnap átvizsgált két albán vitorlást, majd elengedte őket. Ugyanezen a napon, december 9-én találkozott két másik albán vitorlással, a Papagallo és a Gjovadje hajókkal. Az U-4 az előbbit elsüllyesztette, majd a Gjovadje-t legénységével együtt bevontatta Cattaróba.

### 1916
1916. január 3-án az U-4 elsüllyesztett egy kisméretű, okmányok nélküli vitorlást és vontába vette az albán Halil vitorlást, amit később átadott a 15-ös torpedónaszádnak. Február 2-án Durazzótól hat kilométerre délnyugatra két torpedóval sikeresen elsüllyesztette a francia Jean Bart Ii tehergőzöst. A sikeres akciót követően a hajó visszatért a cattarói bázisra. Február 7-én sikertelen támadást hajtott végre egy brit cirkáló ellen a Pali-fok közelében, az egyik kísérőromboló több vízibombát is dobott az U-4-re, de a tengeralattjáró sértetlen maradt.
Február 6-án az SM U-4 és az SM U-14 tengeralattjárók közös portyára indultak az Otrantói-szorosba. A Laghi-fok közelében a két tengeralattjáró támadást hajtott végre a két olasz torpedónaszád kísérete mellett hajózó Duano gőzös ellen, de a támadás sikertelen maradt. A kísérő olasz Centauro és Albatros naszádok két vízibombát dobtak az osztrák-magyar tengeralattjáróra, de eredménytelenül.
Március 30-án a Tarantói-öbölben sikeres támadást hajtott végre a brit John Pritchard vitorlás ellen, amely elsüllyedt. Május 27-én Cattaróból Pólába indult, ahol javításokat hajtottak végre rajta, többek közt kapott egy új 7 cm/L26-os löveget. Június 30-án visszatért Cattaróba. Hamarosan kifut és augusztus 2-án sikertelen torpedótámadást hajt végre egy Nino Bixio-osztályú olasz hadihajó ellen.
Augusztus 5-én egy ellenséges tengeralattjáró torpedójával megtámadta a járőröző U-4-et, de sikerült kikerülni az ellenséges torpedót. Augusztus 14-én Tarantótól negyven kilométerrel délre megtorpedózta az olasz  Pantellaria motoros hajót, mely egy szállítóhajónak álcázott Q-hajó volt. Az olasz hajó elsüllyedt. Augusztus 16-án eredménytelen támadást hajtott végre egy gőzös ellen. Szeptember 9-én Santa Maria di Leuca közelében észlelt egy ellenséges gőzhajót, azonban torpedója elvétette a célt. Szeptember 13-án a Laghi-fok közelében egy brit tengeralattjáró támadást hajtott végre a hajó ellen, de torpedója elkerülte a hajót.
Szeptember 14-én a Rizzuto-foktól 17 mérföldre az U-4 megtorpedózta a brit Inverbervie szénszállító gőzöst, majd ágyútűzzel megrongálta az olasz Italia gőzöst. Szeptember 15-én az olaszországi Fano közelében két repülőgép és egy ellenséges naszád támadta meg, de sikeresen visszajutott a hazai vizekre. Október 13-án elsüllyesztette a Margaretha olasz gőzöst. December 25-én az U-4 a Tarantói-öbölben támadást hajtott végre két romboló ellen, akik a sikertelen akciót követően huszonkét darab vízibombát dobtak a tengeralattjáróra. A támadást ezúttal is sikeresen átvészelte az osztrák-magyar hajó, amely az elkövetkező időben a Jón-tengeren végzett őrjáratozást.

### 1917-18

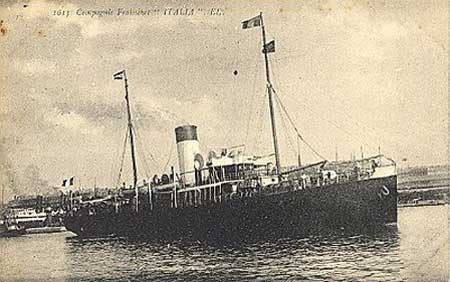
A francia, tatlöveggel felfegyverzett Italia gőzöst a tengeralattjáró 1917. május 30-án süllyesztette el

1917. május 4-én az U-4 sikeresen elsüllyesztette a Jón-tengeren hajózó olasz Perseo gőzöst. Az U-4 két másik tengeralattjáróval, az osztrák-magyar U–27-tel és a német UC-25-tel együtt szerepet játszott az 1917. május 15-én zajló harmadik otrantói csata hadműveleteiben, melynek célja az otrantói tengerzár szétzúzása volt. A tervek szerint 04:00-ra kellett Valona (Vlora) bejáratától délre pozícióba állnia, és a beérkező illetve kifutó kisebb-nagyobb hajókat kellett támadnia. Harci érintkezésbe nem került.
Május 30-án a hajó újabb győzelmet könyvelhetett el, amikor elsüllyesztette a tatlöveggel felfegyverzett francia Italia postagőzöst. Június 16-án egy olasz torpedónaszád támadta meg három vízibombával. Június 19-én az olaszországi Gallipolitól tizenkét mérföldre elsüllyesztette a Cefira francia gőzöst és a Edouard Corbiere francia őrhajót.
1917. július 12-én Squillacei-öbölben a tenger fenekére küldte a franciák által szolgálatba állított és felfegyverzett volt német gőzöst, a Berthilde-t. A francia hajó kapitányát sikeresen elfogták, a hajótöröttek csónakját a tengeralattjáró egészen az olasz partok közeléig vontatta, ahol a Punta Stilo környékén elengedte. A küldetésről hazafelé tartó tengeralattjárón műszaki gondok adódtak, a hajó egészen száz méteres mélységbe süllyedt, és csak a fenéksúly elengedésével volt képes a felszínre emelkedni. Július 15-én tért vissza Cattaróba.
Július 22-én a hajó javítások elvégzése végett Cattaróból Pólába indult, ahova július 28-án érkezett meg. Innen újabb útra csak 1918. január 7-én indult, Cattaróba január 11-én érkezett meg. Január 30-án bevetésre indult Taranto felé. Útközben észlelt egy ellenséges tengeralattjárót, de a két hajó kölcsönös rejtőzködése folytán szem elől tévesztették egymást. Február 1-én támadást indított egy gőzhajó ellen, de torpedója célt tévesztett. A teherhajó a tengeralattjáró ellen fordult és egy vízibombát dobott rá, de eredménytelenül. 1918. február 2-án egy ellenséges búvárnaszád megtámadta, de torpedója célt tévesztett. Június közepén a Cattarói-öbölből Pólába indult, ahonnan kifutva július 5-én megérkezett Novigradba, ahol a jövendő tengeralattjáró parancsnokok kiképzőhajójaként szolgált. Július 12-én egy balul sikerült támadási gyakorlat során a tengeralattjáró orra elgörbült és a Morlacca-csatornában megfeneklett. A sérült hajó ezt követően Fiumébe hajózott, ahol a háború végéig horgonyzott. November 30-ától parancsnoka Franz Rzemenowsky von Trautenegg lett.
A háborút lezáró békeszerződések megkötését követően 1920-ban a hajót jóvátételként Franciaországnak ítélték, ahol hamarosan szétbontották. A világháború négy éve alatt az SM U-4 összesen tizenkét hajót, körülbelül 18 000 tonnányi hajóteret küldött a tenger fenekére, további kettőt súlyosan megrongált.

## Parancsnokai
| Név                              | Rang           | Hivatal kezdete      | Hivatal vége         |
| -------------------------------- | -------------- | -------------------- | -------------------- |
| Lothar Leschanowsky              | sorhajóhadnagy | 1910. augusztus 29.  | 1910. szeptember 17. |
| Lothar Leschanowsky              | sorhajóhadnagy | 1911. április 29.    | 1911. szeptember 21. |
| Rudolf Singule                   | sorhajóhadnagy | 1912. szeptember 21. | 1913. július 7.      |
| Hermann Jüstel                   | sorhajóhadnagy | 1913. július 7.      | 1915. április 2.     |
| Edgar Wolf                       | sorhajóhadnagy | 1915. április 2.     | 1915. április 9.     |
| Rudolf Singule                   | sorhajóhadnagy | 1915. április 9.     | 1917. november 30.   |
| Franz Rzemenowsky von Trautenegg | sorhajóhadnagy | 1917. november 30.   | 1918. július         |